# Оттоне Орсеоло

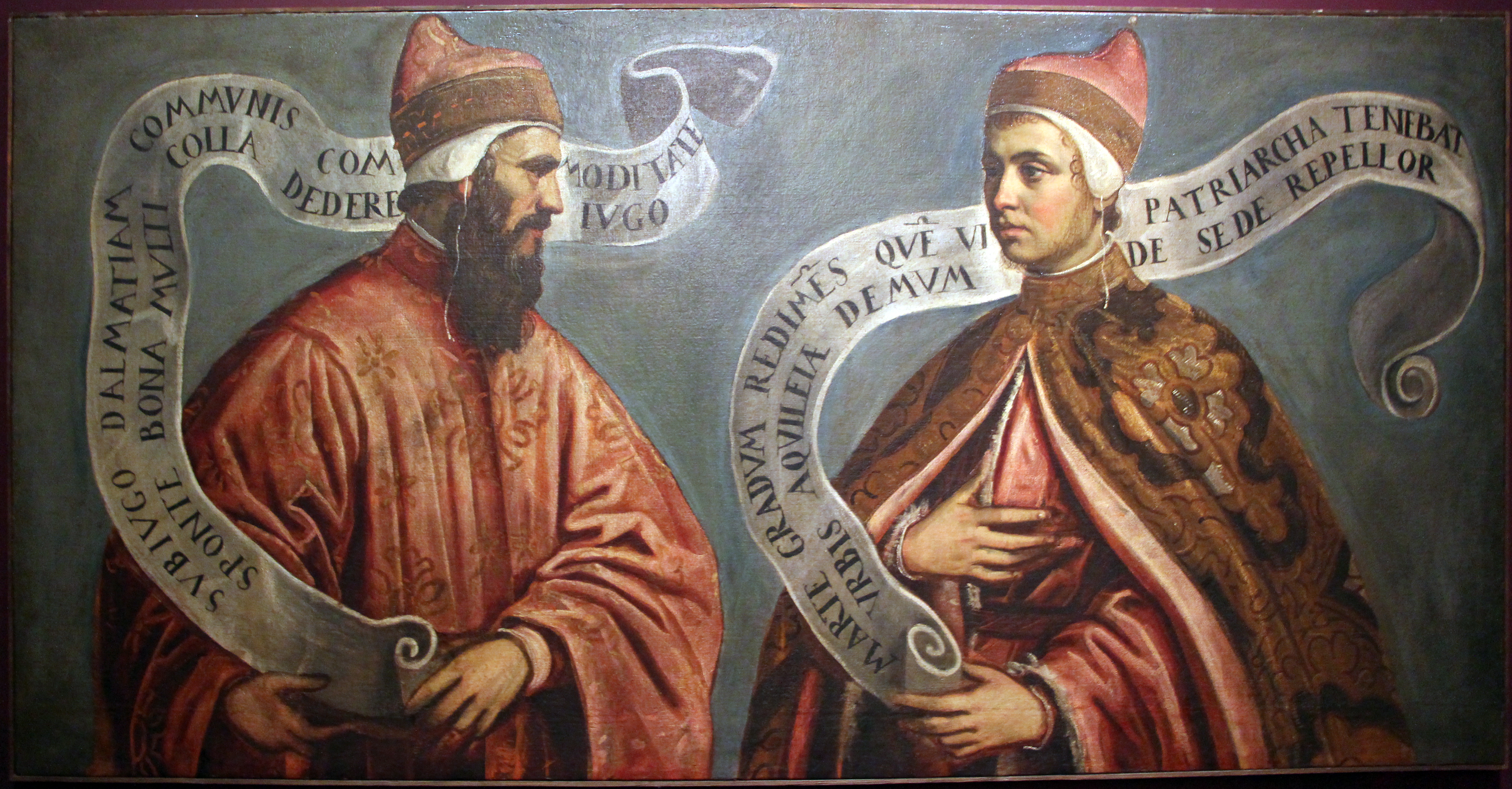
Pietro II & Otto Orseolo

Оттоне Орсеоло (італ. Ottone Orseolo, також Urseolo) (992 — †1032) — 27-й венеційський дож у 1008—1026 роках.

## Біографія
Був третім сином дожа П'єтро II Орсеоло і Марії, доньки дожа Вітале Кандьяно. Народився 992 року, отримавши ім'я П'єтро. 996 року до Верони прибув Оттон III, імператор Священної Римської імперії, який виступив покровителем П'єтро під час його конфірмації, після чого той змінив ім'я на Оттоне. Деякий час перебував у діда П'єтро в піренейському монастирі. 1004 року супроводжував свого старшого сина Джованні, що очолював венеційське посольство до Візантії. 
1007 року після смерті брата Джованні призначається батьком своїм співдожем. 1008 року після смерті П'єтро II Орсеоло без спротиву знатті та духовенства стає новим дожем. 1009 року оженився на Грімельді (Гізеллі), зведеній сестрі угорського короля Стефана I. 
У 1016 році він змусив П'єтро I, єпископа Адрії, повернути Венеції деякі території в околицях Лорео, а потім зосередився на Далмації, щоб зміцнити там ще досить слабку венеціанську владу. 1018 року у взаємодії з візантійським імператором Василем II дож на чолі флоту рушив до далматійських міст та островів Адріатичного узбережжя, щоб єпископи, духовенство та народ поновили свою присягу на вірність Венеції. Наслідком стало зміцнення влади дожа на узбережжі. Водночас Візантія змогла відновити фему Далмація та змусити королівство Хорватію визнати свою зверхність. 
1018 року після смерті двоюрідного стрийка Вітале Кандьяно, патріарха Градо, домігся обрання на його кафедру свого брата Орсо, єпископа Торчелло. Після цього допоміг іншому братові Вітале стати єпископом Торчелло. Ці дії позбавили його підтримки народу, хоча вони ще не вимагали його усунення з посади. 
Таке посилення дожа в Градо викликало невдоволення Генріха II, імператора Священної Римської імперії, що бажав контролювати альпійські перевали. В цьому останньому допомагав аквілейських патріарх Поппо фон Треффен. Натомість останній намагався домогтися у папи римського Бенедикта VIII визнати патріархат Градо підпорядкованим Аквілеї.
1022 року інтриги Поппо фон Треффен, патріарха Аквілеї, спонукали венеціанців на чолі родів Флабанічі та Граденіго вигнати братів Оттона та Орсо Орсеоло з Венеції, вони знайшли притулок в Істрії. 1023 року Поппо розграбував патріархальний палац і церкву в Градо, і венеціанці відкликали Оттона та Орсо назад. У 1024 році папа римський Іван XIX підтвердив право Орсо Орсеоло на кафедру Градо та підтвердив патріархальні права його престолу щодо Аквілеї. Дож відвоював Градо в Аквілеї, відбудував та зміцнив укріплення. Оттон Орсеоло продовжував використовувати церковні призначення для особистої та сімейної вигоди, і проти ворогів свого роду. 
1026 року його було повалено внаслідок повстання на чолі із родом Флабаніко, заарештовано, поголено бороду та вислано до Константинополя, де Оттон отримав гарну зустріч від імператора Костянтина VIII. Останній в покарання скасування торгівельні привілеї венеційцям, надані 992 року. Поваленого дожа також підтримав Конрад II, імператор Священної Римської імперії, який також скасував торгівельні привілеї Венеції. Степан I, король Хорватії, за підбурення Орсеоло, захопив прибережні міста Далмації, що були під владою Венеції.
1032 року після повалення дожа П'єтро Барболано до влади у Венеції прибули прихильники роду Орсеоло. В результаті Орсо Орсеоло повернувся на кафедру патріархату Градо та очолив регентство в Венеційському дукаті, а Вітале Орсеоло, єпископ Торчелло, рушив до Константинополя, щоб повернути до влади Оттона Орсеоло. Але останній був на той час хворий і помер у Константинополі. 
Мав сина П'єтро, короля Угорщини, і дві доньки Фроззу та Феліцію. Перша стала дружиною Адальберта Бабенберга, маркграфа Австрії. Друга донька — була одружена з Ніколо Бембо.